# Mesodiniidae
Cyclotrichiida, Cyclotrichida
Ordre
Famille
Les Mesodiniidae, uniques représentants de l'ordre des Cyclotrichiida (syn. Cyclotrichida), sont une famille de Ciliés de la classe des Litostomatea ou, selon les classifications, de la classe des Gymnostomatea.

## Étymologie
Le nom de la famille vient du genre type Mesodinium, composé du préfixe meso-, « milieu ; moyen ; intermédiaire », du suffixe -din- (du grec ancien δῖνος / dinos, « tournoiement »), et de la désinence latine -ium, « relatif à ».

## Description
Saville Kent décrit ainsi le genre Mesodinium : « Animalcule nageant librement, ovale ou piriforme. L'extrémité antérieure est prolongée en une sorte de museau, et perforée, sur la partie apicale, par l'ouverture buccale. Cette dernière se prolonge en forme de museau, lequel est protractile (capable de se projeter à distance pour saisir des proies).
La partie postérieure du corps est plus gonflée en une frange circulaire portant une multitude de cils locomoteurs qui ont la structure de cirres, ayant à la fois des fonctions natatoires et des propriétés saltatoires.
Ces organismes peuvent s'attacher à des objets environnants par l'extrémité distale de leur museau, qui remplit ainsi une fonction de ventouse adhésive. ».

## Habitat et répartition
Mesodinium peut vivre aussi bien en eau salée qu'en eau douce. La famille est cosmopolite et ubiquiste (ses espèces vivent dans des biotopes variés).

## Liste des genres
Selon le World Register of Marine Species (15 décembre 2022) :
- Askenasia Blochmann, 1895
- Mesodinium von Stein
- Rhabdoaskenasia Krainer & Foissner, 1990

Selon GBIF (15 décembre 2022) :
- Askenasia Blochmann, 1895
- Cyclotrichium
- Mesodinium von Stein
- Pelagovasicola Yankovskij, 1980
- Rhabdoaskenasia Krainer & Foissner, 1990

## Systématique
Le nom valide complet (avec auteur) de ce taxon est Mesodiniidae Jankowski, 1980. La famille, la seule de l'ordre des Cyclotrichiida (syn. Cyclotrichida), est placée dans la classe des Litostomatea,,,, ou des Gymnostomatea,.